# Stig Sundqvist
Stig Sundqvist est un footballeur suédois né le 19 septembre 1922 à Vittjärv et mort le 3 août 2011 à Jönköping. Il est avant-centre en équipe de Suède dans les années 1950 et participe à la formidable épopée suédoise lors de la coupe du monde 1950. Il est avant-centre à l'AS Rome où il marque vingt buts en trois saisons.

## Carrière
Il commence sa carrière en 1940 à Norrköping, où il reste dix saisons avant d'être transféré à l'AS Rome. Là, il se révèle comme l'un des plus grands joueurs du club romain. Il termine sa carrière à Rome en 1953.

## Coupe du monde 1950
Lors de la Coupe du monde 1950, il est l'un des deux meilleurs buteurs suédois avec Karl-Erik Palmér et marque trois buts. Le premier au premier tour contre le Paraguay : il ouvre le score, mais son équipe fait match nul, 2 partout ; son deuxième contre l'Uruguay lors de la poule finale, mais son but ne suffit pas à la Suède qui s'incline 3 à 2 ; et son dernier pendant la fausse petite finale contre l'Espagne, et cette fois sa nation est victorieuse : 3 à 1.